# Macedonia (Alabama)
Macedonia es un lugar designado por el censo ubicado en el condado de Pickens en el estado estadounidense de Alabama. En el censo de 2000, su población era de 291.

## Demografía
En el 2000 la renta per cápita promedia del hogar era de $ 23.958, y el ingreso promedio para una familia era de $29.688. El ingreso per cápita para la localidad era de $9.456. Los hombres tenían un ingreso per cápita de $26.042 contra $16.875 para las mujeres.

## Geografía
Macedonia está situado en 33°24′9″N 88°14′23″O / 33.40250, -88.23972 (33.402421, -88.239832)
Según la Oficina del Censo de los EE. UU., la ciudad tiene un área total de 2,21 millas cuadradas (5,73 km²).